# Lost the Breakup
«Lost the Breakup» — песня английской певицы-песенницы Мэйси Питерс, вышедшая 31 марта 2023 года на лейблах Gingerbread Man и Asylum Records в качестве второго сингла с её второго альбома The Good Witch (2023).
В песне исследуется эмоциональная реакция Питерс на тяжелое расставание с осознанием того, что в конечном итоге она победила в этом разрыве. Она сказала, что до выхода альбома «The Good Witch» это была её самая играемая песня, и что она хочет исполнять её вживую как можно дольше. Песня была хорошо принята критиками, которые высоко оценили лирику и вокал Питерс, а Official Charts Company назвала её «песней года». «Lost the Breakup» попала в чарты Ирландии, Новой Зеландии и Великобритании.

## Общая информация и релиз
27 января 2023 года Питерс выпустила песню «Body Better» в качестве лид-сингла со своего тогда ещё не вышедшего второго альбома. Две недели спустя она объявила, что альбом будет называться The Good Witch, и опубликовала трек-лист пластинки. Песня «Lost the Breakup» была включена в список, а в марте она начала выкладывать фрагменты песни на TikTok. Несколько недель спустя она объявила, что песня будет выпущена в качестве второго сингла с альбома The Good Witch 31 марта 2023 года. В день релиза она исполнила песню на шоу The Tonight Show Starring Jimmy Fallon. В апреле она представила клип на песню, снятый в Токио. Как и клип на песню «Body Better», его режиссёром выступила Миа Барнс.

## Композиция и звучание
«Lost the Breakup» — это поп-песня, в которой в качестве основных инструментов используются гитара и ударные. Питерс написала песню вместе с Оскаром Гёрресом, который также выступил её продюсером. Они сочинили песню в Стокгольме, и в процессе написания Питерс знала, что она будет особенной, и сказала, что это её самая играемая песня из The Good Witch. С тех пор она сказала, что хочет исполнять эту песню вживую как можно дольше.
Питерс сказала, что если в песне «Body Better» она была на самом дне, то в песне «Lost the Breakup» она «когтями пробивает себе дорогу назад». Лирическое содержание песни исследует реакцию Питерс на расставание — это первоначальная боль в сердце, но осознание того, что хотя может показаться, что парень ушёл, в долгосрочной перспективе она выиграла. В тексте песни Питерс проявляет мелочность и злость по отношению к своему бывшему. Она описала атмосферу песни как «как будто наряжаешься в блестки и идешь на вечеринку с лучшими друзьями, как дешёвое шампанское, размазанная помада и бургеры на полу в три часа ночи».

## Оценки критиков
| Оценки критиков | Оценки критиков                                                                    |
| Источник        | Оценка                                                                             |
| --------------- | ---------------------------------------------------------------------------------- |
| Harvard Crimson | 3,5 из 5 звёзд · 3,5 из 5 звёзд · 3,5 из 5 звёзд · 3,5 из 5 звёзд · 3,5 из 5 звёзд |

По словам Джорджа Гриффитса из Official Charts Company, она стала «песней года». Лекси Лейн из Uproxx сказала, что «Lost the Breakup» «мгновенно повышает уверенность в себе». Нина Джон-Клемент из United by Pop сказала, что песня «станет саундтреком к нашей жизни в обозримом будущем». The Harvard Crimson дал песне 3,5 звезды, отметив, что постановка песни была довольно простой. Однако, по их мнению, тонизированная постановка позволила ей продемонстрировать свой вокал и текст.
Музыкальный обозреватель Томас Блич посчитал, что песня обеспечила идеальный баланс «интимного честного написания песен с большим поп-продакшном». Он назвал её «ее поп-моментом Тейлор Свифт» и посчитал, что она стоит в одном ряду с «Psycho» и «Body Better» как её лучшие песни. Веронике Ю, написавшей для Glasse Factory, понравилась «остроумная» идея победы или поражения в разрыве как способ его восприятия.

## Чарты
| Чарт (2023)                        | Высшая позиция |
| ---------------------------------- | -------------- |
| Ирландия (IRMA)                    | 90             |
| Япония (Billboard Japan)           | 20             |
| Новая Зеландия (Recorded Music NZ) | 19             |
| Великобритания (UK Singles Chart)  | 85             |

## История релиза
| Страна    | Дата          | Формат                       | Лейбл              | Источник |
| --------- | ------------- | ---------------------------- | ------------------ | -------- |
| Различные | 31 марта 2023 | Цифровое скачивание стриминг | Gingerbread Asylum | [ 25 ]   |